# Амбалантота (підрозділ окружного секретаріату)
Підрозділ окружного секретаріату Амбалантота — підрозділ окружного секретаріату округу Хамбантота, Південна провінція, Шрі-Ланка. Складається з 21 Грама Ніладхарі.